# Santa María Ixhuatán
Santa María Ixhuatán («Santa María»: en honor su santa patrona, la Virgen María de Todos los Santos; «Isguatlan»: del náhuatl, significa «lugar de Hojas») en Xinka se traduce como Szampiya, es un municipio del departamento de Santa Rosa de la región sur-oriente de la República de Guatemala. Este municipio celebra su fiesta titular el 16 de diciembre de cada año, en honor a la Virgen María de Todos los Santos, sin embargo su fiesta patronal  se conmemora el día uno de noviembre, día de todos los santos y las mismas en honor a Santa María de Todos los Santos.

## Toponimia
Muchos de los nombres de los municipios y poblados de Guatemala constan de dos partes: el nombre del santo católico que le fue otorgado por los conquistadores españoles y una descripción con raíz náhuatl otorgado por los indígenas nativos e indígenas que acompañaban al conquistador, esto se debe a que las tropas que invadieron la región en la década de 1520 al mando de Pedro de Alvarado estaban compuestas por soldados españoles y por indígenas tlaxcaltecas y cholultecas .  
De esta forma, Santa María Ixhuatán obtiene su nombre de Nuestra Señora de Santa María de Todos los Santos mientras que el topónimo Isguatlan proviene de las raíces náhuatl «isgua» (español: «hojas») y «tlan» (español: «lugar»), y que unidos significan «Lugar de hojas».[cita requerida]

## División política
El municipio de Santa María Ixhuatán tiene una extensión territorial de 114 kilómetros cuadrados y cuenta con veintiocho aldeas y veintiún caseríos que son:
| Categoría | Listado |
| --------- | --- |
| Aldeas    | - Cerro Chato - Chuchuapa - El Camalote - El Corozal - El Cuje - El Irayol - El Manacal - El Platanar - El Pital - El Zapote - Estanzuelas - La Esperanza - La Fila - La Gloria - La Laguna - La Laguneta - Los Achiotes - Los Hatillos - Llano Grande - Media Legua - Nuevo Pineda - San Antonio - San Francisco La Consulta - San José Pineda - San Pedro - Santa Anita - Santa Bárbara - Tierra Blanquita |
| Caseríos  | - Agua Zarca - Cerro Grande - El Barro - El Carmen - El Chaparral - El Chorro - El Manacalito - El Pedregal - El Refugio - El Renacimiento - El Sintular - El Tatascamital - El Zaral - El Zarzal - La Cebadilla - La Gabia - Las Pavas - Los Amates - Los Apantes - Los Dávila - Santa Cruz |

## Ubicación geográfica
Santa María Ixhuatán está en el departamento de Santa Rosa y se encuentra a una distancia de 20 kilómetros de la cabecera municipal Cuilapa y a 84 kilómetros de la Ciudad de Guatemala. Sus colindancias son:
- Norte: Cuilapa
- Sur: San Juan Tecuaco y Chiquimulilla
- Este: Oratorio[5]

|  | Norte: Cuilapa                      |                |
|  |                                     | Este: Oratorio |
|  | Sur: San Juan Tecuaco Chiquimulilla |                |

## Gobierno municipal
Los municipios se encuentran regulados en diversas leyes de la República, que establecen su forma de organización, lo relativo a la conformación de sus órganos administrativos y los tributos destinados para los mismos. Aunque se trata de entidades autónomas, se encuentran sujetos a la legislación nacional y las principales leyes que los rigen desde 1985 son:
| N.º | Ley                                                | Descripción |
| --- | -------------------------------------------------- | --- |
| 1   | Constitución Política de la República de Guatemala | Tiene una regulación legal específica para los municipios en los artículos 253 al 262. |
| 2   | Ley Electoral y de Partidos Políticos              | Ley de carácter constitucional aplicable a los municipios en el tema de la conformación de sus autoridades electas. |
| 3   | Código Municipal                                   | Decreto 12-2002 del Congreso de la República de Guatemala. Tiene la categoría de ley ordinaria y contiene preceptos generales aplicables a todos los municipios, e inclusive contiene legislación referente a la creación de los municipios.             |
| 4   | Ley de Servicio Municipal                          | Decreto 1-87 del Congreso de la República de Guatemala. Regula las relaciones entra la municipalidad y los servidores públicos en materia laboral. Tiene su base constitucional en el artículo 262 de la constitución que ordena la emisión de la misma. |
| 5   | Ley General de Descentralización                   | Decreto 14-2002 del Congreso de la República de Guatemala. Regula el deber constitucional del Estado, y por ende del municipio, de promover y aplicar la descentralización y desconcentración económica y administrativa.                                |

El gobierno de los municipios está a cargo de un Concejo Municipal mientras que el código municipal —ley ordinaria que contiene disposiciones que se aplican a todos los municipios— establece que «el concejo municipal es el órgano colegiado superior de deliberación y de decisión de los asuntos municipales […] y tiene su sede en la circunscripción de la cabecera municipal»; el artículo 33 del mencionado código establece que «[le] corresponde con exclusividad al concejo municipal el ejercicio del gobierno del municipio».
El concejo municipal se integra con el alcalde, los síndicos y concejales, electos directamente por sufragio universal y secreto para un período de cuatro años, pudiendo ser reelectos.
Existen también las Alcaldías Auxiliares, los Comités Comunitarios de Desarrollo (COCODE), el Comité Municipal del Desarrollo (COMUDE), las asociaciones culturales y las comisiones de trabajo. Los alcaldes auxiliares son elegidos por las comunidades de acuerdo a sus principios y tradiciones, y se reúnen con el alcalde municipal el primer domingo de cada mes, mientras que los Comités Comunitarios de Desarrollo y el Comité Municipal de Desarrollo organizan y facilitan la participación de las comunidades priorizando necesidades y problemas.
Algunos de los alcaldes que ha habido en el municipio son:
- 2012-2016: Álex Quevedo[8]
- 2020-2024: Álex Quevedo
- 2024-2028: Wilson González

## Historia
El poblado de Santa María Ixhuatán fue fundado por los conquistadores españoles en la época colonial; el nombre original fue «Todos los Santos Isguatán».

### Fundación del departamento de Santa Rosa
La República de Guatemala fue fundada por el gobierno del presidente capitán general Rafael Carrera el 21 de marzo de 1847 para que el hasta entonces Estado de Guatemala pudiera realizar intercambios comerciales libremente con naciones extranjeras. El 25 de febrero de 1848 la región de Mita fue segregada del departamento de Chiquimula, convertida en departamento y dividida en tres distritos: Jutiapa, Santa Rosa y Jalapa.  Específicamente, el distrito de Santa Rosa incluyó a Santa Rosa como cabecera, Cuajiniquilapa, Chiquimulilla, Guazacapán, Taxisco, Pasaco,  Nancinta, Tecuaco, Sinacantán, Santa María Ixhuatán —llamada entonces «Isguatán»—, Sacualpa, La Leona, Jumaytepeque —llamado entonces simplemente «Jumay»— y Mataquescuintla.
Ixhuatán apareció como municipio del departamento de Santa Rosa en la Ley Constitutiva de Guatemala de 1879 emitida por el gobierno del general Justo Rufino Barrios el 11 de diciembre de 1879.